# Judit Szöllősi
Judit Szöllősi (Szombathely, 30 settembre 1961) è un'ex cestista ungherese.

## Carriera
Con l'Ungheria ha disputato i Campionati del mondo del 1986 e tre edizioni dei Campionati europei (1980, 1983, 1985).